# Altınekin (district)
Altınekin is een Turks district in de provincie Konya en telt 14.874 inwoners (2007). Het district heeft een oppervlakte van 1448,6 km². Hoofdplaats is Altınekin.
De bevolkingsontwikkeling van het district is weergegeven in onderstaande tabel.
| 1997   | 2000   | 2007   |
| ------ | ------ | ------ |
| 20.427 | 23.062 | 14.874 |